# みどり市立東中学校
みどり市立東中学校（みどりしりつ あずまちゅうがっこう）は、群馬県みどり市東町の公立中学校だったが、2022年（令和4年）4月からみどり市立あずま小学校と統合して小中一貫の義務教育学校のみどり市立あずま小中学校となった。

## 沿革
| 昭和22年4月29日       | 開校式 初代校長 武藤茂八氏 花輪、杲、沢入三教場として開校する                                                               |
| 昭和27年11月          | 東中学校校舎落成(神戸47番地)沢入教場のみ残る                                                                                |
| 昭和30年4月           | 沢入中学校が独立する |
| 昭和37年4月20日       | 校歌制定(作詞 井上盛太氏 作曲 橋爪芳男氏)                                                                                   |
| 昭和39年10月14日      | 東京オリンピック見学(教師3名、生徒50名)                                                                                     |
| 昭和41年10月5日       | 体育館落成 |
| 昭和42年4月1日        | 沢入中学校統合 |
| 昭和42年11月15日      | 中学校創立20周年記念行事開催                                                                                                |
| 昭和42年              | 校旗購入、体育館前池の完成                                                                                                  |
| 昭和45年8月22日       | プール完成 |
| 昭和46年3月1日        | 特殊学級開設 |
| 昭和47年5月4日        | 保健統計優良校として文部大臣賞を受賞                                                                                        |
| 昭和49年5月21日       | 教育機器室完成(LL教室・SF教室)                                                                                              |
| 昭和50年4月           | 同和教育推進校の県の指定を受ける                                                                                            |
| 昭和50年9月           | 北校舎改修工事完了(11・18 草木ダム完成)                                                                                     |
| 昭和53年3月20日       | 南校舎改築工事竣工 |
| 昭和54年4月16日       | 学校給食、センター方式への転換                                                                                              |
| 昭和55年4月1日        | 体力づくり実践推進校の県の指定を受ける                                                                                      |
| 昭和55年12月23日      | 体育館改修工事終了 |
| 昭和57年11月20日-21日 | 第一回学校文化祭(秋風祭)実行                                                                                                |
| 昭和60年9月5日        | つくば科学博覧会見学 |
| 平成元年5月2日        | 村政百周年記念式典、童謡ふる里館落成式典                                                                                    |
| 平成2年9月10日        | 教育講演会実施(「笑ってよ、北極点」泉 雅子氏)                                                                               |
| 平成4年3月6日         | コンピュータ教室竣工 |
| 平成7年6月13日        | プール改修工事 |
| 平成7年8月13日-24日   | 第一回中学校海外派遣 13名 オーストラリア                                                                                    |
| 平成8年               | 校内テレビ放送システム導入、体育館床全面塗装                                                                                |
| 平成9年               | 技術科木工室設置、パソコン一式(30台)設置                                                                                    |
| 平成11年              | 「心の教室」相談室開設、体育館等塗装工事完了                                                                                |
| 平成12年              | 学校保健実践推進校の県の指定を受ける(2年間) 東中生徒会、青少年善行表彰〔日本善行会〕、群馬県青少年顕彰 南校舎、耐震工事終了 |
| 平成13年              | コンピューター教室・木工室・会議室の移動改修工事完了                                                                        |
| 平成14年              | 文部科学省から「児童生徒の心に響く道徳教育」の実践推進地区 指定（1年目） 新型パソコン導入完了                               |
| 平成15年              | 文部科学省から「児童生徒の心に響く道徳教育」の実践推進地区 指定（2年間）                                                    |
| 平成16年              | 勢多郡中学校地区別研究会が開催                                                                                              |
| 平成17年              | 合併により「みどり市立東中学校」に校名変更                                                                                  |
| 平成18年              | みどり市実践推進校指定（18・19年度）                                                                                        |
| 平成19年              | 南校舎大規模改造工事完了 北校舎取り壊し パソコン入れ替え                                                                    |
| 平成23年              | スポーツ元気アップ事業指定（23・24年度）                                                                                    |
| 平成26年              | 普通教室・特別教室にエアコン設置 2014ぐんまスクール・オブ・ザ・イヤー最優秀賞受賞                                           |
| 平成27年              | キャリア教育文部科学大臣賞 中学校体力作りコンテスト優良賞                                                                   |
| 平成28年              | 群馬銀行環境財団教育賞優秀賞                                                                                                |
| 令和4年4月1日         | みどり市立あずま小学校と統合して小中一貫の義務教育学校のみどり市立あずま小中学校となる。                                    |

## 学区
- 東町荻原[2]
- 東町花輪
- 東町小夜戸
- 東町小中
- 東町神戸
- 東町座間
- 東町草木
- 東町沢入

## 学校周辺
- みどり市立あずま小学校
- わたらせ渓谷線：神戸駅
- 渡良瀬川